# Sandoz
Sandoz este o firmă producătoare de produse farmaceutice cu sediul în Holzkirchen (Oberbayern, Germania).

## Istoric
Firma a fost întemeiată ca fabrică de anilină în anul 1866 de către Dr. Alfred Kern și Edouard Sandoz în Basel (Elveția). În anul 1895 se produce deja primul produs farmaceutic „antipirina” care are efectul de a reduce febra. În anul 1917 firma se extinde și se începe și o activitate în domeniul cercetărilor științifice, astfel că pe mijlocul anilor 60 firma are peste 40 de filiale pe glob. Pe data de 20 decembrie 1996 Sandoz fuzionează cu Ciba-Geigy, luând naștere concernul Novartis.
În anii 2004 și 2005, Sandoz a achiziționat companiile Hexal și Eon Laboratories în Germania, Lek în Croația, Sabex în Canada și Durascan în Danemarca.